# Emil Piper
Emil Georg Piper (13. januar 1856 i København – 18. februar 1928 i Kongens Lyngby) var dansk proprietær og politiker. I 1915 var han en hovedkraft i dannelsen af Højres arvtager, Det Konservative Folkeparti, og han var partiets første formand.

## Baggrund
Piper var søn af bagermester Gotlieb Ludvig Vilhelm Piper (1821-1876) og Emilie Marie Juul (1823-1856), var 1866-71 latinskoleelev i Haderslev Læreres Skole, men kastede sig dernæst over landvæsenet. Efter at have gået på Tune Landboskole arvede han 1876 efter faderen Holmegaard i Virum, og 1883 købte han Hummeltofte ved Kongens Lyngby. 1886 valgtes han ind i Lyngby Sogneråd, hvor han havde sæde indtil 1913, fra 1892 som formand. 1892-1922 var han desuden medlem af Københavns Amtsråd.
Piper var desuden fattigforstander i Virum; Formand for Lyngby Kommunes Vejudvalg og Gasværksudvalg, i bestyrelsen for Amtssygehuset ved Lyngby, formand for Lyngby Arbejderforening 1890-1900, medlem af Landvæsenskommissionen for Københavns Amtsrådsdistrikt fra 1894, voldgiftsmand ved Jagtrettens afløsning.

## Politisk karriere
1898-1901 og 1903-1906 var Piper valgt til Folketinget for Højre i Lyngbykredsen. I 1906 blev han valgt til Landstinget, hvor han derefter havde sæde til sin død. I sin folketingsperiode holdt han sig hovedsagelig til kommunale spørgsmål, mens hans politiske karriere tog fart, da han kom i Landstinget. 1908 valgtes han som formand for Højres gruppe og for Højres repræsentantskab. Fra 1910 var han medlem af tingets Finansudvalg, 1910-14 som dets formand. Fra 1915 var han Højres finanslovordfører, og fra 1918 havde han sæde i Rigsdagens præsidium som Landstingets 2. næstformand.

## Privatliv
Han var gift med Caroline Piper, f. Bauer (30. juli 1850 – 27. februar 1929). Deres fællesgrav findes på Sorgenfri Kirkegård, hvor også datteren Agnes Piper (20. marts 1882 – 31. august 1955) er begravet.

## Eftermæle
En mindesten for Emil Piper stod tidligere ved Dronningens Vænge overfor Sorgenfri Slot. I 2001 foreslår Lyngbys borgmester, Kai Aage Ørnskov, at muligheden for at genplacere mindestenen i Pipers Park undersøges.
Den 4 meter høje mindesten for Emil Piper blev i foråret 2001 fjernet fra Dronningens Vænge ved Lottenborgvej overfor Sorgenfri Slot. Mindestenen er tidligere søgt genplaceret ved Spurveskjul, hvilket ikke har kunnet lade sig gøre på grund af fredningen af Frederiksdals Gods.
Den er nu placeret ved Sorgenfri Kirke, på hjørnet af Hummeltoftevej og I.H. Mundtsvej, vest for Sorgenfri Station.
Emil Piper har desuden også fået en gade i det sydlige Kongens Lyngby opkaldt efter sig: Emil Pipers Vej. Han har desuden også fået et plejehjem opkaldt efter sig, Emil Pip, der ligger på Emil Pipers Vej.
- Mindestenen